# Campionato africano maschile di pallavolo 1999
Il XII campionato africano maschile di pallavolo si è svolto dal 1 al 9 agosto 1999 a Il Cairo, in Egitto. Al torneo hanno partecipato 6 squadre nazionali africane e la vittoria finale è andata per la settima volta, la terza consecutiva, alla Tunisia.

## Squadre partecipanti
- Algeria
- Camerun
- Egitto
- Ghana
- Marocco
- Tunisia

## Classifica finale
| Classifica | Squadre |
| ---------- | ------- |
|            | Tunisia |
|            | Egitto  |
|            | Algeria |
| 4          | Camerun |
| 5          | Marocco |
| 6          | Ghana   |